# Turtle (submersível)

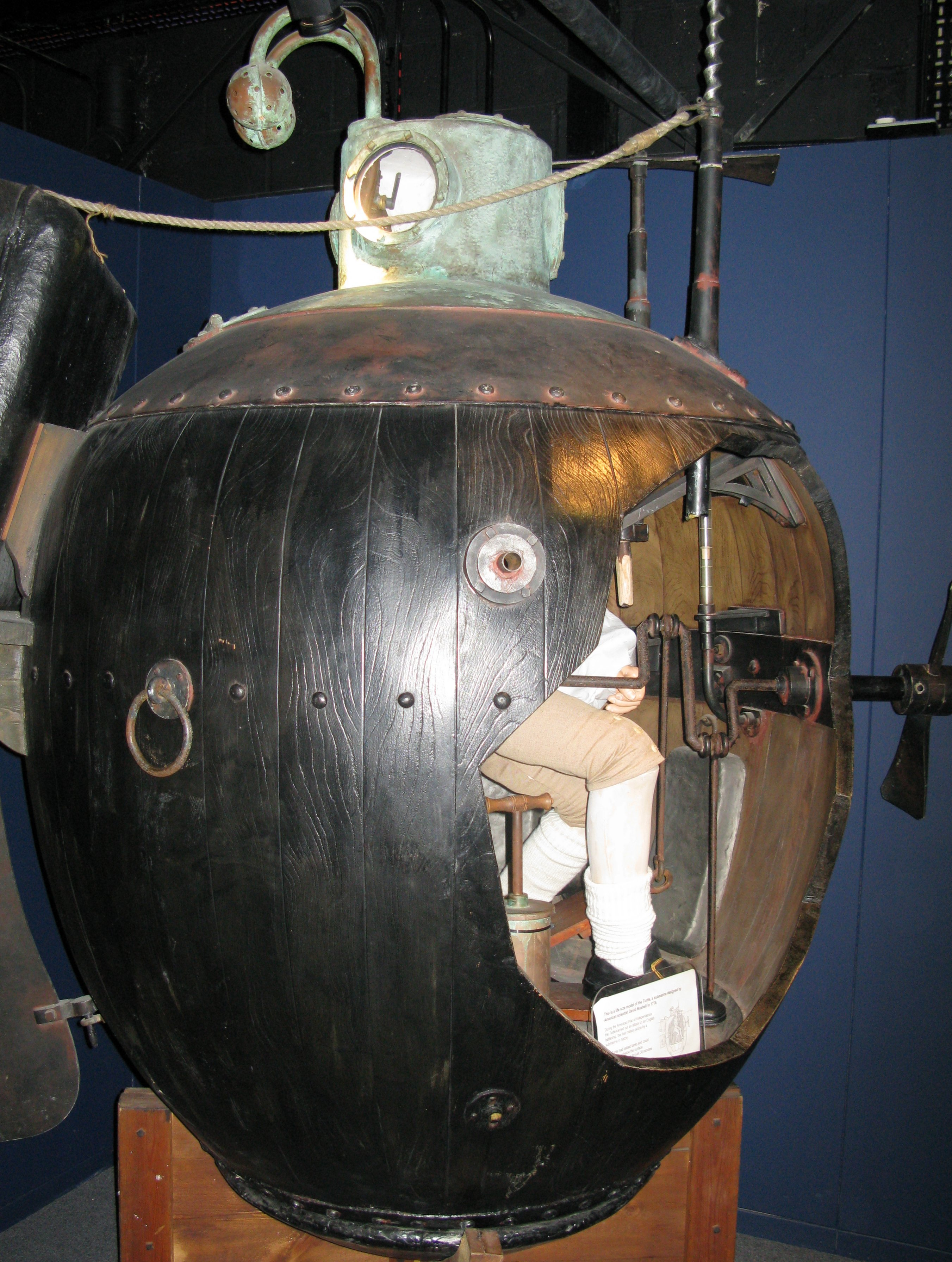
Turtle

Turtle era um submarino de 1775 utilizado na guerra de independência americana feito de madeira para apenas uma pessoa. Era o primeiro submarino usado em guerra por ser pequeno e conter pouco ar, podia ficar submerso apenas alguns minutos. Recebeu este nome pois o seu formato lembra o casco de uma tartaruga.

## Desenvolvimento
O inventor americano David Bushnell teve a ideia de um navio submersível para uso no levantamento do bloqueio naval britânico durante a Guerra da Independência Americana. Bushnell pode ter começado a estudar explosões subaquáticas enquanto estava no Yale College. No início de 1775, ele criou um método confiável para detonar explosivos subaquáticos, um relógio conectado a um mecanismo de disparo de mosquetes, provavelmente um flintlock, adaptado para o propósito.

## Ataque aoEagle

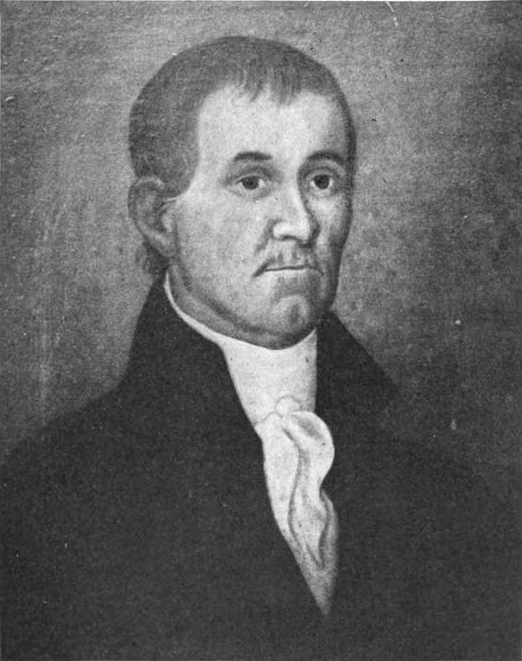
Retrato de Ezra Lee, operador do Turtle

Às 11h00 de 7 de setembro de 1776, o sargento Lee pilotou o submersível em direção ao navio-bandeira do almirante Richard Howe, HMS Eagle, então atracado na Governors Island.
Naquela noite, Lee manobrou a pequena embarcação até o ancoradouro. Demorou duas horas para chegar ao seu destino, pois era um trabalho árduo manipular os controles operados à mão e os pedais para impulsionar o submersível à posição. Somando-se às suas dificuldades estava uma corrente bastante forte e a escuridão se arrastando por cima, o que dificultava a visibilidade.
O plano fracassou. Lee começou sua missão com apenas vinte minutos de ar, sem mencionar as complicações de operar a nave. A escuridão, a velocidade das correntes e as complexidades adicionais combinaram-se para frustrar o plano de Lee. Uma vez à superfície, Lee acendeu o rastilho no explosivo e tentou várias vezes esfaquear o dispositivo na parte inferior do navio. Infelizmente, depois de várias tentativas, Lee não foi capaz de perfurar o casco de Eagle e abandonou a operação, pois o cronômetro do explosivo deveria explodir e ele temia ser pego de madrugada. Uma história popular afirmava que ele falhou devido ao forro de cobre que cobria o casco do navio. A Marinha Real Britânica havia começado recentemente a instalar revestimento de cobre nos fundos de seus navios de guerra para proteger de danos causados por vermes e outras espécies marinhas, no entanto, o forro era fino de papel e não poderia ter impedido Lee de perfurá-lo. Bushnell acreditava que a falha de Lee era provavelmente devido a uma placa de ferro conectada à dobradiça do leme do navio. Quando Lee tentou outro ponto no casco, ele foi incapaz de ficar sob o navio, e eventualmente abandonou a tentativa. Parece mais provável que ele estivesse sofrendo de fadiga e inalação de dióxido de carbono, o que o deixou confuso e incapaz de realizar adequadamente o processo de perfuração do casco da Eagle. Lee relatou que soldados britânicos na Ilha dos Governadores avistaram o submersível e saíram para investigar. Ele então liberou a acusação (que ele chamou de "torpedo", o termo predominante para artefatos explosivos subaquáticos antes de cerca de 1890), "esperando que eles apreendessem isso da mesma forma e, assim, todos seriam soprados para os átomos". Desconfiados da carga de deriva, os britânicos recuaram de volta para a ilha. Lee relatou que a carga derivou para o East River, onde explodiu "com tremenda violência, jogando grandes colunas de água e pedaços de madeira que a compunham no ar". Foi o primeiro uso registrado de um submarino para atacar um navio; no entanto, os únicos registros que o documentam são americanos. Os registros britânicos não contêm relatos de um ataque de um submarino ou quaisquer relatos de explosões na noite do suposto ataque a Eagle.
De acordo com o historiador naval britânico Richard Compton-Hall, os problemas de alcançar flutuabilidade neutra teriam tornado a hélice vertical inútil. A rota que Turtle teria que fazer para atacar Eagle foi ligeiramente através da corrente de maré, o que, com toda a probabilidade, teria resultado em Lee ficando exausto. Diante desses e de outros problemas, Compton-Hall sugere que toda a história foi fabricada como desinformação e propaganda de aumento de moral, e se Lee realizou um ataque foi em um barco a remo coberto em vez de Turtle.
Apesar do fracasso de Turtle, Washington chamou Bushnell de "um homem de grandes poderes mecânicos, fértil de invenção e mestre na execução". Em retrospectiva, Washington observou em uma carta a Thomas Jefferson: "[Bushnell] veio a mim em 1776 recomendado pelo governador Trumbull (já morto) e outros personagens respeitáveis… Embora eu mesmo quisesse fé, forneci-lhe dinheiro e outros auxílios para levá-lo à execução. Ele trabalhou por algum tempo ineficazmente e, embora os defensores de seu esquema continuassem angustiados, ele nunca teve sucesso. Um acidente ou outro estava sempre intervindo. Então pensei, e ainda acho, que foi um esforço de gênio; mas que uma combinação de muitas coisas era necessária…"
O ataque de Turtle a Eagle refletiu tanto a engenhosidade das forças americanas após a queda de Nova York quanto a tendência dos beligerantes mais fracos de adotar e abraçar novas tecnologias, às vezes radicais. "Que espanto vai produzir e que vantagens podem ser feitas… se for bem-sucedido, [são] mais fáceis para você conceber do que para mim descrever", escreveu o médico Benjamin Gale a Silas Deane menos de um ano antes da missão de Turtle.
O destino final do submarino não é conhecido, embora se acredite que depois que os britânicos tomaram Nova York, a tartaruga foi destruída para evitar que ela caísse em mãos inimigas.

## Resultado
Em 5 de outubro, o sargento Lee fez uma nova tentativa de anexar a carga a uma fragata ancorada em Manhattan. Ele relatou que foi visto por sentinelas do navio, e por isso abortou a missão. O submarino foi afundado alguns dias depois pelos britânicos quando a frágil embarcação estava estacionada em Fort Lee, Nova Jérsei. Bushnell relatou que tentou salvar o Tartaruga, mas o seu destino final é desconhecido. Sobre a tentativa, George Washington escreveu que era "um esforço de gênio", mas que "uma combinação de muitas coisas era necessária" para o sucesso da empreitada.

## Réplicas
Em 1976, uma réplica foi projetada por Joseph Leary e construída por Fred Frese para as comemorações do bicentenário dos Estados Unidos. Ela foi batizada pela então, governadora do Connecticut, Ella Grasso, e depois o artefato foi levado para o rio Connecticut, onde foi testado. Atualmente esta réplica pertence ao Connecticut River Museum.

Em 3 de agosto de 2007 três homens foram detidos pela polícia enquanto pilotavam uma réplica da Tartaruga a 61 metros do navio transatlântico Queen Mary 2, que estava ancorado no terminal de cruzeiros em Red Hook, no Brooklyn, Nova Iorque. A réplica foi criada pelo artista nova iorquino Duke Riley e dois residentes de Rhode Island, um dos quais afirmava ser descendente de David Bushnell. Riley foi notificado pela Guarda Costeira Americana por ter usado uma embarcação irregular, e por violar a zona de segurança em torno do Queen Mary 2.

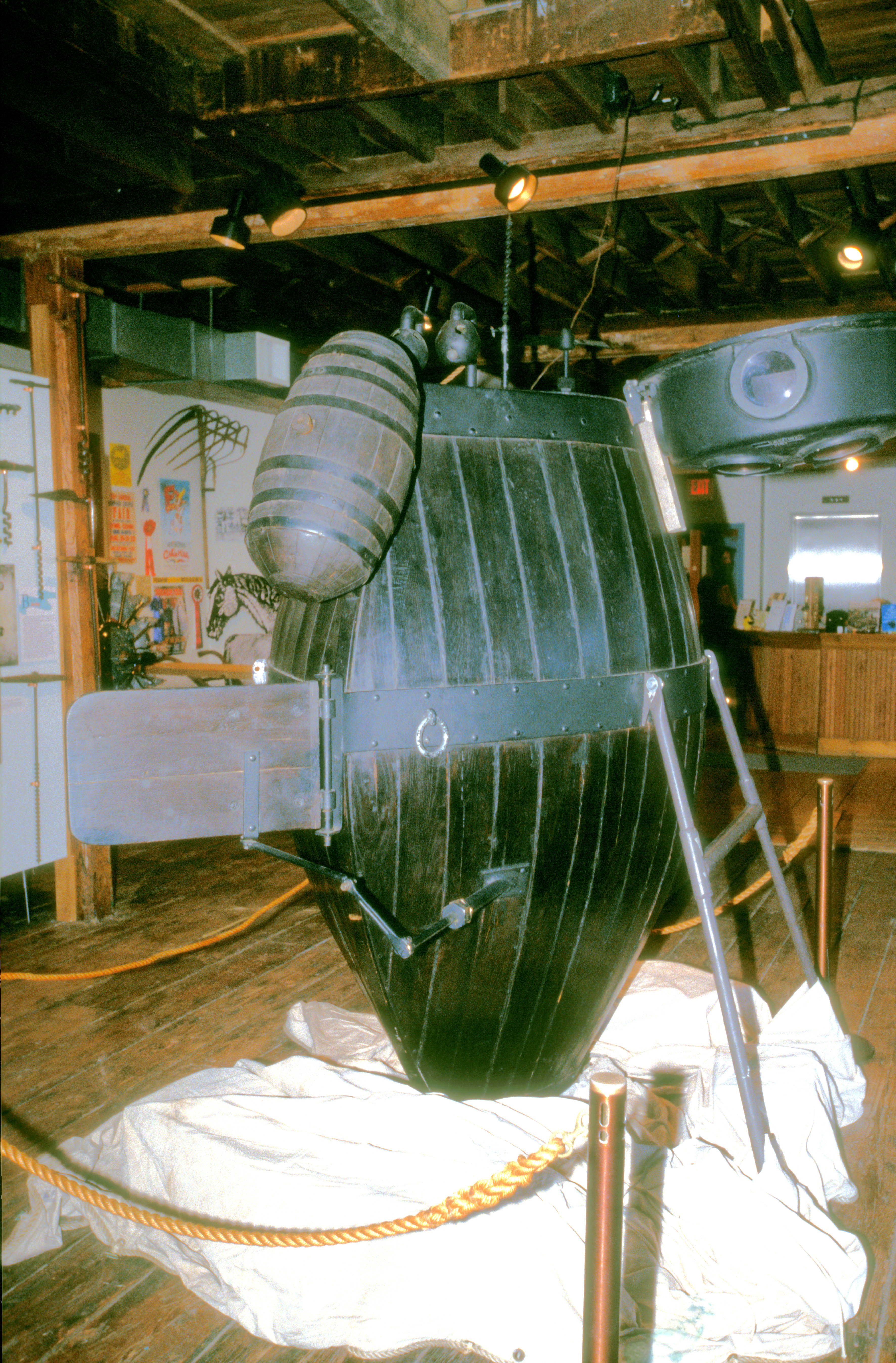
Réplica funcional de 1976 que agora está no Connecticut River Museum
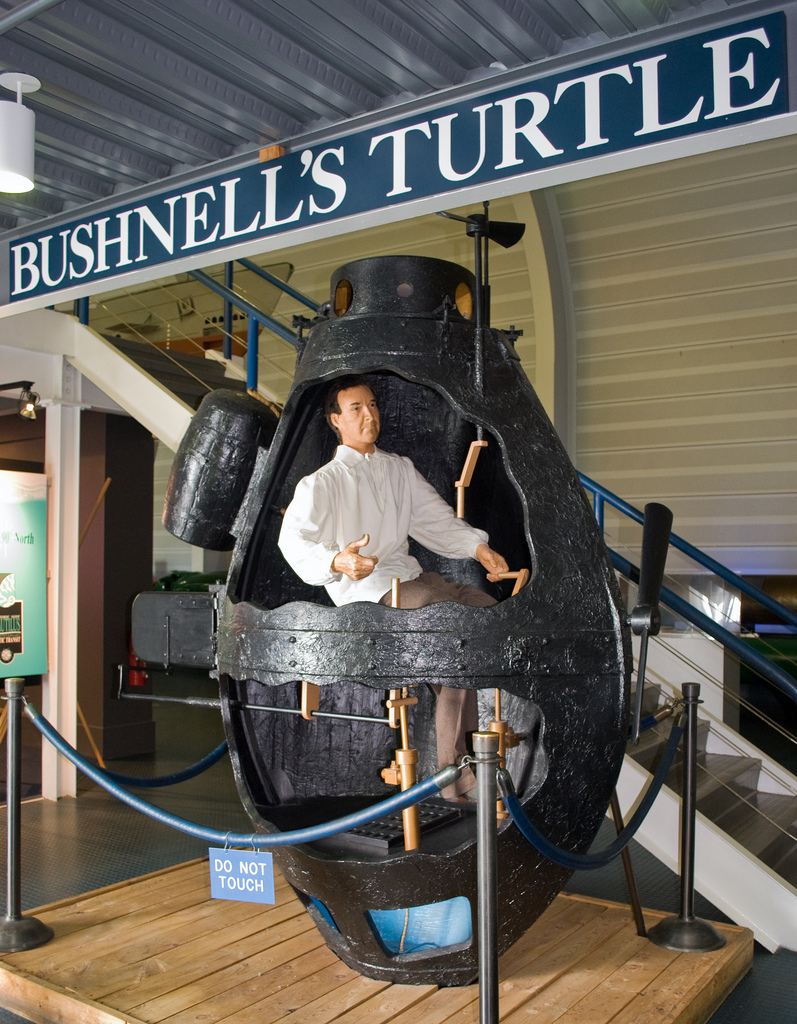
Réplica funcional de 1976 que agora está no Connecticut River Museum
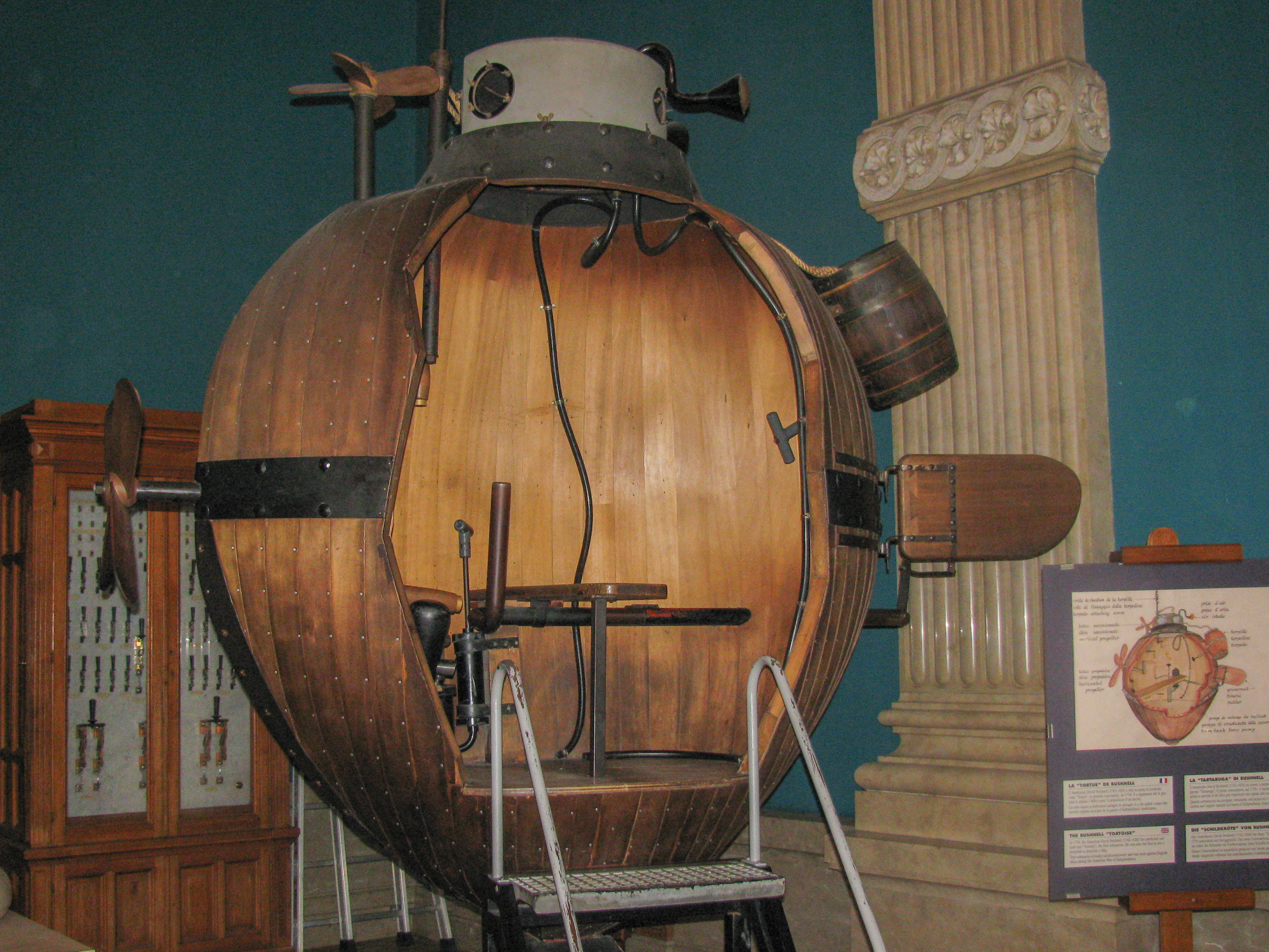
Réplica de corte no Museu Oceanográfico, Mônaco
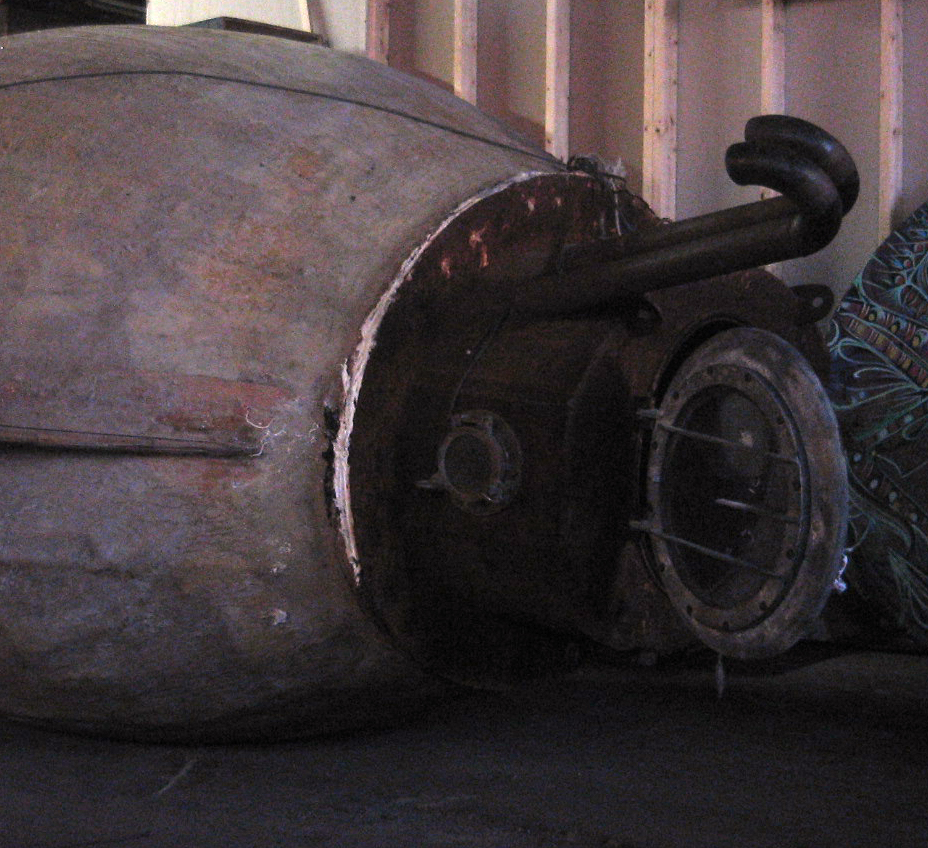
Réplica de corte no Museu Oceanográfico, Mônaco